# Primera batalla de Faluya
Como parte de la ocupación iraquí, la primera batalla de Faluya, de nombre en clave Operación Resolución Vigilante, fue un intento fallido por ocupar la ciudad de Faluya, por parte del ejército de los Estados Unidos en abril del 2004.
La principal motivación de la operación fue la extensamente publicitada muerte y mutilación de cuatro contratistas militares de la compañía Blackwater Worldwide y el asesinato de cinco soldados estadounidenses en Habbaniya unos días antes.
El asedio de las fuerzas estadounidenses sobre la ciudad, polarizó la opinión pública sobre la situación de Irak. La batalla costaría la vida de aproximadamente 600 civiles.

## Antecedentes
Faluya fue beneficiada de manera general bajo el mandato de Saddam Hussein y algunos de sus residentes trabajaban como policías y oficiales militares / de inteligencia durante su administración. Es así que había cierta simpatía con Hussein, después del colapso de su gobierno e igualmente algunos veían a la ocupación extranjera como una opresión. 
La ciudad era una de las zonas más religiosas y de tradiciones arraigadas en Irak.

## Contratistas de Blackwater
El 31 de marzo del 2004, insurgentes iraquíes emboscaron un convoy de cuatro contratistas militares de la empresa Blackwater, quienes conducían una entrega de provisiones. Los hombres; Scott Helvenston, Jerko Zovko, Wesley Batalona y Michael Teague, murieron a causa del intenso fuego de ametralladoras y de una granada, que fue arrojada al interior de su vehículo. Poco después, una turba incendió sus cuerpos y los arrastró por las calles, para posteriormente ser colgados en un puente que cruza el río Éufrates.
Inicialmente, el mando local estadounidense intentó tratar el asunto como un caso policial, dirigiendo operaciones de este tipo en contra de los ejecutores de los contratistas, pero, dada la presión de las imágenes difundidas de la muerte de los norteamericanos, se dispuso que fuera tratado como una operación de contrainsurgencia, típicamente militar.
En consecuencia, la estrategia del Cuerpo de Marines, de patrullajes a pie, intervenciones menos agresivas, de ayuda humanitaria y de estrecha cooperación con los líderes locales, fue suspendida con la intención de limpiar la ciudad de Faluya de grupos insurgentes.

## La campaña
El 1 de abril, el general brigadier Mark Kimmitt, segundo de operaciones del Ejército estadounidense en Irak, prometió una «abrumadora» respuesta: la muerte de los cuatro contratistas de Blackwater, asegurando que «pacificarían la ciudad».
El 3 de abril, la Primera Fuerza Expedicionaria, recibió una orden escrita desde el Mando de Operaciones, decretando una operación ofensiva de gran escala contra los insurgentes en Faluya. Esta orden se contraponía a los deseos de varios comandantes del cuerpo de marines, que buscaban realizar intervenciones y golpes específicos para detener a los sospechosos de dar muerte a los empleados de Blackwater.
Iniciadas las operaciones militares en la ciudad de Faluya, los combates se intensificaron, atrayendo guerreros muyahidines de todo Irak. 
Las condiciones de política interna de Irak, en las que se instauraba el primer gobierno iraquí post-Sadam, obligaron a detener las operaciones militares que se llevaban en la ciudad. Sin embargo, continuó el flujo de guerreros a esa ciudad.